# Sistema de Classificação Indicativa Brasileiro
Classificação Indicativa (Classind) é uma informação sobre a faixa etária para a qual obras audiovisuais não se recomendam, baseada em critérios de nível de maturidade, tendo como propósito principal ser ferramenta de auxílio aos pais na escolha do conteúdo midiático que seus filhos devem ter acesso. São objetos da classificação indicativa produtos para televisão, mercado de cinema, vídeo, jogos eletrônicos, aplicativos e jogos de interpretação (RPG).
O sistema de classificações em sua forma atual foi criado em 1990, sendo de atribuição da Coordenação de Política de Classificação Indicativa (Cocind) do Departamento de Promoção de Políticas de Justiça (DPJUS), o qual faz parte da Secretaria Nacional de Justiça (SENAJUS) do Ministério da Justiça e Segurança Pública.

## Classificadores
A equipe da Cocind consiste de cerca de trinta servidores, entre classificadores e pessoal administrativo, de formações acadêmicas variadas. Estes analistas da classificação indicativa passam por treinamento contínuo, e nunca atribuem uma classificação de forma individual. Todas as obras são vistas, por, pelo menos, dois analistas separadamente e não havendo consenso, amplia-se o grupo de análise.

## Tipos de classificação

### Análise prévia
É o processo normal adotado pela Cocind antes da disponibilização da obra ao público. As obras sujeitas a este processo são:
- obras audiovisuais destinadas ao vídeo doméstico;
- obras audiovisuais destinadas às salas de cinema e aos espaços de exibição;
- jogos eletrônicos e aplicativos comercializados ou distribuídos gratuitamente em mídia física; e
- jogos de interpretação de personagens (RPG).

### Autoclassificação
É o processo de atribuição de classificação pelo próprio responsável pela obra, passível de confirmação pela Classind. As obras sujeitas a este processo são:
- obras audiovisuais destinadas à televisão aberta;
- os programas radiofônicos;
- as chamadas de programação;
- os jogos eletrônicos e aplicativos comercializados ou distribuídos, ofertados ou acessíveis gratuitamente, exclusivamente em mídia digital;
- mostras e festivais;
- as obras classificáveis destinadas aos serviços de vídeo sob demanda por meio de assinatura ou gratuitos;
- as exibições ou apresentações ao vivo, abertas ao público, tais como as circenses, as teatrais, os shows musicais, as exposições e as mostras de artes visuais;
- as obras classificáveis destinadas aos aplicativos ou aplicações de internet direcionadas ao mercado brasileiro.

Qualquer responsável por obra passível de autoclassificação pode requerer análise prévia pela Cocind, se assim desejar.

## Monitoramento
O monitoramento é a atividade por meio da qual a Cocind acompanha e verifica o cumprimento regular das normas da classificação indicativa, especialmente a autoclassificação. Esta última acontece de duas formas:
- TV aberta: A obra audiovisual somente poderá ser veiculada após o requerimento e consequente publicação de autoclassificação no site do Ministério da Justiça. A Cocind irá monitorar o devido cumprimento da autoclassificação, e caso seja constatado conteúdos incompatíveis, pedirá esclarecimentos da emissora antes da publicação da classificação final, feita em até sessenta dias.
- Outros mercados: Todos os outros mercados estão dispensados do requerimento formal ao MJ, não se isentando de apresentar os símbolos e demais informações da classificação indicativa normalmente. A Cocind irá monitorar o devido cumprimento da autoclassificação periodicamente.

## Metodologia

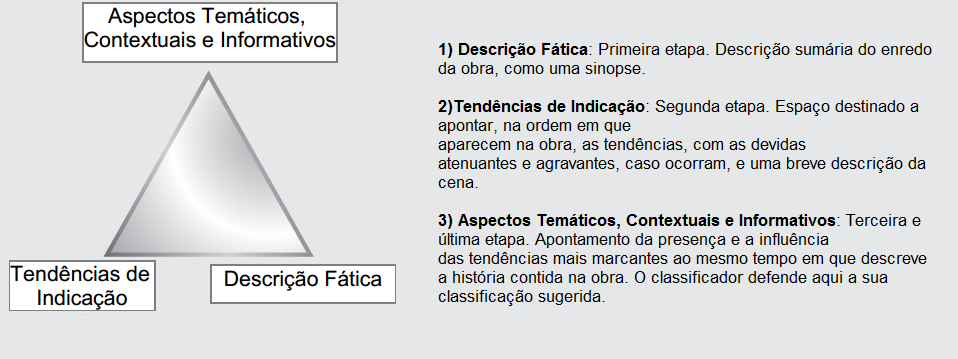
Etapas para elaboração do relatório pelo classificador

Os critérios que balizam a política pública da Classificação Indicativa estão sustentados sob três grandes temas – Sexo, Violência e Drogas, conteúdos considerados inadequadas à formação de crianças e adolescentes. A análise é feita ponderando a frequência, relevância, contexto, intensidade e importância desses temas para a trama. Essa margem de subjetividade garante flexibilidade que é fundamental para o processo e para o resultado da classificação.
A análise da obra consiste em três etapas: descrição fática, tendências de indicação e aspectos temáticos, contextuais e informativos. Após a conclusão do processo, ele é submetido à coordenação e, finalmente ao diretor do departamento, que faz o despacho para a publicação oficial, junto com pequenos descritores de conteúdo. Os critérios para classificar as obras foram desenvolvidos em conjunto com a sociedade e levando em conta estudos nacionais e internacionais, com audiências públicas em todas as regiões do País, debates públicos presenciais e online.
Com o intuito de fornecer instrumentos confiáveis para a escolha da família, foi criado o Guia Prático, que visa dar transparência e objetividade à política pública da classificação indicativa, evidenciando os critérios de análise, subdivididos por faixa etária. Tanto pode servir às emissoras de TV, produtoras e distribuidoras de filmes e jogos, como também à sociedade em geral.
A objetividade da análise afasta considerações morais e avaliações moralistas. A Cocind citou especificamente que orientação sexual não é critério para agravar a classificação indicativa (ou seja, cenas com casais heterossexuais ou homossexuais são classificadas da mesma forma) e que, na verdade, a apresentação em uma obra de conteúdo de respeito e estímulo à diversidade pode até mesmo atenuar sua classificação, enquanto que a apresentação de cenas discriminatórias são agravantes para a classificação. Eles também especificaram que seu trabalho é de caráter meramente informativo, e que, portanto, não possuem nenhuma competência legal para proibir ou censurar qualquer obra.

## Faixas de classificação
No cinema, menores de 10 anos devem sempre estar acompanhadas de pais ou responsáveis, pessoas de qualquer idade com menos da idade indicada na classificação podem acessar a obra acompanhadas ou com autorização expressa de seus pais ou responsáveis, exceto obras classificadas como 18 anos, que é permitida a autorização apenas para adolescentes a partir de 16 anos.
Inicialmente a TV fechada era isenta da vinculação horária, mas em 31 de agosto de 2016, o Supremo Tribunal Federal (STF) , derrubou a regra de horário para as emissoras abertas.
De acordo com a Portaria MJSP nº 502 de 2021 e o Guia Prático de Classificação Indicativa - 4º Edição, 2021, as faixas de classificação são as seguintes:
| Símbolo da faixa etária recomendada | Símbolo da faixa etária recomendada | Descrição do conteúdo |
| ----------------------------------- | ----------------------------------- | --- |
|                                     |                                     | LIVRE (L) Violência: Arma sem violência; Morte sem Violência; Ossada ou esqueleto sem violência; Violência Fantasiosa. Sexo e Nudez: Nudez não erótica. Drogas: Consumo moderado ou insinuado de droga lícita. |
|                                     |                                     | Não recomendado para menores de 10 (dez) anos Violência: Angústia; Arma com violência; Ato criminoso sem violência; Linguagem depreciativa; Medo ou tensão; Ossada ou esqueleto com resquício de ato de violência Sexo e Nudez: Conteúdo educativo sobre sexo. Drogas: Descrição do consumo de droga lícita; Discussão sobre o tema drogas; Uso medicinal de droga ilícita. |
|                                     |                                     | Não recomendado para menores de 12 (doze) anos Violência: Agressão verbal; Assédio sexual; Ato violento; Ato violento contra animal; Bullying; Descrição de violência; Exposição ao perigo; Exposição de cadáver; Exposição de pessoa em situação constrangedora ou degradante; Lesão corporal; Morte derivada de ato heróico; Morte natural ou acidental com dor ou violência; Obscenidade; Presença de sangue; Sofrimento da vítima; Supervalorização da beleza física; Supervalorização do consumo; Violência psicológica. Sexo e Nudez: Apelo sexual; Carícia sexual; Insinuação sexual; Linguagem chula; Linguagem de conteúdo sexual; Masturbação; Nudez velada; Simulação de sexo. Drogas: Consumo de droga lícita; Consumo irregular de medicamento; Discussão sobre legalização de droga ilícita; Indução ao uso de droga lícita; Menção a droga ilícita. |
|                                     |                                     | Não recomendado para menores de 14 (quatorze) anos Violência: Aborto; Estigma ou preconceito; Eutanásia; Exploração sexual; Morte intencional; Pena de morte Sexo e Nudez: Erotização; Nudez; Prostituição; Relação sexual; Vulgaridade. Drogas: Consumo insinuado de droga ilícita; Descrição do consumo ou tráfico de droga ilícita. |
|                                     |                                     | Não recomendado para menores de 16 (dezesseis) anos Violência: Ato de pedofilia; Crime de ódio; Estupro ou coação sexual; Mutilação; Suicídio; Tortura; Violência gratuita ou banalização da violência. Sexo e Nudez: Relação sexual intensa. Drogas: Consumo de droga ilícita; Indução ao consumo de droga ilícita; Produção ou tráfico de droga ilícita. |
|                                     |                                     | Não recomendado para menores de 18 (dezoito) anos Violência: Apologia à violência; Crueldade. Sexo e Nudez: Sexo explícito; Situação sexual complexa ou de forte impacto. Drogas: Apologia ao uso de droga ilícita. |

### Classificação obsoleta
| Ícone |
| --- |
| |
| Descrição |
| Especialmente recomendado para crianças e adolescentes Obras que contenham predominantemente os conteúdos contextualizadores e/ou positivos, apresentados como elementos importantes na potencial redução das faixas etárias recomendadas. A classificação foi abandonada em 2008. [carece de fontes?]. |

### Antigas faixas horárias
- L e 10: qualquer horário
- 12: 20h às 6h
- 14: 21h às 6h
- 16: 22h às 6h
- 18: 23h às 6h

As faixas seguiam os horários locais da região.

## Atenuantes e agravantes
Certos fatores imagéticos ou contextuais da obra podem reduzir ou aumentar o impacto das tendências de indicação, e consequentemente sua faixa de classificação.

### Atenuantes
- Composição de cena reduz o impacto da inadequação.
- Inadequação não é relevante para a obra.
- Inadequação é apresentada poucas vezes na obra.
- Contexto esportivo, histórico, artístico, cultural ou científico.
- Contexto irônico ou cômico/caricato
- Contexto fantasioso.
- Insinuações/simulações/tentativas.
- Motivação para prática de inadequação justificada, como em casos de legítima defesa.
- Linguagem chula utilizada como interjeição ou gíria.
- Apresentação de um contraponto a inadequação.
- Apresentação de conteúdos positivos.

### Agravantes
- Composição de cena agrava o impacto da inadequação.
- Inadequação é relevante para a obra.
- Inadequação é apresentada várias vezes na obra.
- Personagem controlado por jogador com alto grau de interação.
- Possibilidade de alto grau de imersão e excitação do espectador, como obras em 3D ou com efeitos realistas.
- Valorização de conteúdo negativo.
- Personagem pratica inadequação por motivo torpe ou fútil, como revolta, vingança ou interesse.
- Conteúdo inadequado com criança ou adolescente.
- Contexto impactante ou sensível, como a violência contra a mulher.

## Descritores de Conteúdo
A informação sobre a classificação indicativa inclui descritores de conteúdo, que são um resumo das principais tendências de indicação na obra classificada. A lista de descritores explica a classificação como também informa pais e responsáveis sobre o tipo de conteúdo presente na obra. Por exemplo, uma obra classificada como “10 anos” e com o descritor “Violência” irá conter cenas violentas leves, enquanto uma obra com classificação “16 anos” e o mesmo descritor apresentará cenas violentas mais fortes. Atualmente, são utilizados os seguintes descritores na exibição da classificação indicativa:
1. Atos Criminosos
2. Conteúdo Sexual
3. Drogas
4. Drogas Ilícitas
5. Drogas Lícitas
6. Linguagem Imprópria
7. Medo
8. Nudez
9. Procedimentos Médicos
10. Sexo Explícito
11. Temas Sensíveis
12. Violência
13. Violência Extrema
14. Violência Fantasiosa

## Pedido de reconsideração
Caso o distribuidor ou a emissora não concorde com a classificação atribuída a sua obra, ele tem até dez dias após a decisão para pedir uma reconsideração fundamentada. O Diretor do Departamento de Promoção de Políticas de Justiça irá reanalisar a obra e será publicada em até cinco dias a aceitação ou negação (total ou parcial) do pedido. Se negado, cabe ainda um último recurso do detentor da obra ao Secretário Nacional de Justiça e Cidadania, que pode suspender a decisão. O veredito do Secretário é final.
Qualquer pessoa pode ainda, a qualquer momento, fazer uma denúncia, fundamentada, ao Ministério da Justiça e Cidadania caso não concorde com a classificação de uma obra e a Cocind irá, consequentemente, reanalisá-la.

## Requisitando a Classificação Indicativa
Obras cinematográficas precisam anexar a cópia da taxa de contribuição para o desenvolvimento do cinema nacional; jogos eletrônicos são isentos de taxas compressivas.
Não há formulário online (através da internet) se fazer a requisição; o site do Ministério da Justiça disponibiliza fichas técnicas específicas para três categorias (audiovisual, jogos eletrônicos e RPG) que devem ser submetidas ao órgão. Para as obras autoclassificadas para televisão, é necessário também enviar um formulário de justificação da classificação pretendida. A ficha técnica para jogos eletrônicos também está disponível em inglês sob o título de Game Rating Form.
A requisição pode ser feita pelo representante oficial do publicador ou pelo publicador em pessoa, e os documentos devidamente preenchidos devem ser entregues no seguinte endereço:
Departamento de Promoção de Políticas de Justiça, da Secretaria Nacional de Justiça, sito na Esplanada dos Ministérios, Bloco T, Ministério da Justiça, Anexo II, Sala 321, Brasília, CEP 70064-900
De acordo com o ministério, o processo toma em torno de 20 dias do ato da entrega dos formulários até a liberação da classificação indicativa.

## Críticas
Em setembro de 2016, ao informar sobre a reclassificação de Abismo de Paixão, que estava sendo exibida pelo SBT como "não recomendado para menores de dez anos" para "não recomendado para menores de doze anos" e Vidas em Jogo da Rede Record com classificação "não recomendado para menores de quatorze anos", ambas transmitidas durante a tarde em TV Aberta, João Almeida do TV Foco disse que "Nesses novos tempos, a classificação indicativa está realmente sendo apenas indicativa. Não mais impositiva ou proibitiva, como era até poucos dias antes. Ou seja: tiro, sangue, porrada e outros tipos de violência e cenas fortes estão liberados no período de dia." Daniel Castro do Notícias da TV analisou Vidas em Jogo e Sol Nascente e disse que a "nova classificação indicativa libera sexo e violência na TV de dia."
Estes comentários foram feitos após o Supremo Tribunal Federal (STF) decidir em favor da ação judicial feita pelo Partido Trabalhista Brasileiro com apoio da Associação Brasileira de Emissoras de Rádio e Televisão (ABERT) em 31 de agosto de 2016 para derrubar a regra que apoiava o Estatuto da Criança e do Adolescente (ECA) e proibia as emissoras de TV aberta transmitirem conteúdo com classificação "restrito para menores de doze anos" ou superior em qualquer horário.

O ministro Dias Toffoli, o relator da ação do julgamento que foi iniciado em 2011 disse: 

O pesquisador Renato Godoy do "Projeto Prioridade Absoluta" disse que: 
Helena Martins, jornalista e representante do Intervozes no Conselho Nacional de Direitos Humanos havia iniciado uma petição virtual em março de 2016 para evitar a decisão do STF, mas não conseguiu apoio suficiente.